# Тирлвол, Энтони
Энтони Филип «Тони» Тирлвол (англ. Anthony Philip Thirlwall; 21 апреля 1941 — 8 ноября 2023) — английский экономист, автор закона Тирлвола.

## Биография
Энтони родился 21 апреля 1941 года.
В 1952—1959 годах получил образование в школе грамоты Харроу Уэлд, где ему сначала преподавал экономику Мерлин Рис, который позже стал Министром внутренних дел в правительстве Джеймса Каллагана 1976—1979.
В 1962 году получил степень бакалавра в Лидсском университете.
В 1963 году получил степень магистра в Университете Кларка (США).
В 1964 году получил степень доктора в Кембриджском университете.
В 1962 году начал карьеру как обучающий помощник в Университете Кларка (США), а затем как экономический наставник в Кембриджском университете в период 1963—1964 гг.
В 1964—1966 годах был ассистентом в Лидсском университете.
С 1966 года преподаёт в Кентском университете, а в 1976 году назначен профессором Прикладной экономики Кентского университета.
Одновременно с этим работал экономическим советником в Министерстве развития заморских территорий в 1966 году, в 1968—1970 годах в Министерстве по вопросам занятости и производительности труда.
Преподавал в Университете Западной Вирджинии в 1967 году, в Принстонском университете с 1971 по 1972 год, в Университете Папуа Новая Гвинея в 1974 году, в Кембриджском университете в 1979 и 1986 годах, в Мельбурнском Университете в 1981 году и 1988 год, в Университете Ла Тробе (Австралия) в 1994 году.
Был приглашенным лектором в Техническом университете Лиссабона в 1984 году, в Национальном Автономном университете Мексики в 2000 году, в Национальном Политехническом институте в Мексике в 2008 и 2011 годах.
В 1971—1991 годах организовывает двухлетние семинары в Колледже Кейнса при Кентском университете, чтобы ознаменовать жизнь и работу Джона Мэйнарда Кейнса.
В 1980-х годах работал в Совете и в исполнительном комитете Королевского Экономического Общества и редактировал конференции Конфедерации европейских экономических ассоциаций.
В 1990-х годах активно участвовал в кампании против присоединения Великобритании к еврозоне.
Являлся консультантом в Программы развития тихоокеанских островов на Гавайях в 1989—1990 годах, в Африканском банке развития в 1993—1994 годах, в Тонганском Банке развития в 1996 году, в Азиатском банке развития в 2003 году, и в Конференции ООН по торговле и развитию (ЮНКТАД) в 2004—2006 годах.
Член редакционных коллегий Журнала посткейнсианской экономики и африканского журнала «Обзор развития».

## Вклад в науку
Энтони является автором закона Тирлвола — темп роста доходов страны равен темпу роста мирового дохода и отношению эластичности спроса на экспорт по мировым доходам к эластичности спроса на импорт по доходам страны :
{\displaystyle Yr=Yp*a/b},
где {\displaystyle Yr} — темп роста доходов страны, {\displaystyle Yp} — темп роста мировых доходов, {\displaystyle a} — эластичность спроса на экспорт по мировым доходам, {\displaystyle b} — эластичность спроса на импорт по доходам страны.